# Justin Snow
Justin Snow (21 de dezembro de 1976, Fort Worth, Texas) é um jogador profissional de futebol americano que atua na posição de long snapper National Football League. Snow fez parte do time que foi campeão do Super Bowl XLI em 2006 jogando pelo Indianapolis Colts. Ele também jogou pelo Washington Redskins.